# Torneo femenino de fútbol en los Juegos Panamericanos de 2023
El torneo femenino de fútbol en los Juegos Panamericanos de Santiago 2023 se disputó entre el 22 de octubre y el 3 de noviembre de 2023.
Participaron en el torneo las selecciones absolutas femeninas de Chile como anfitrión, las selecciones posicionadas del 3.er al 5.º lugar de la Copa América Femenina 2022, salvo que el anfitrión Chile quedara en estas posiciones, se movería al 6.º lugar.
En el caso de Concacaf, las 2 selecciones finalistas del Campeonato Femenino de la Concacaf de 2022 y el equipo ganador del 3.er lugar. 
El torneo se disputó en el Estadio Elías Figueroa de Valparaíso y el Estadio Sausalito de Viña del Mar.

## Equipos participantes
- En cursiva las debutantes en el torneo.

La selección de Estados Unidos se presentó con un equipo sub-19
| Clasificatorias | Clasificatorias |
| --------------- | --------------- |
| Conmebol        | Concacaf        |

| Equipos participantes | Equipos participantes | Equipos participantes | Equipos participantes |
| --------------------- | --------------------- | --------------------- | --------------------- |
| Argentina             | Chile                 | Estados Unidos        | México                |
| Bolivia               | Costa Rica            | Jamaica               | Paraguay              |

## Primera fase
Los horarios corresponden a la hora de Chile (UTC-3).

### Grupo A
| Equipo   | Pts | PJ | PG | PE | PP | GF | GC | Dif. |
| -------- | --- | -- | -- | -- | -- | -- | -- | ---- |
| México   | 9   | 3  | 3  | 0  | 0  | 14 | 2  | 12   |
| Chile    | 6   | 3  | 2  | 0  | 1  | 8  | 3  | 5    |
| Paraguay | 3   | 3  | 1  | 0  | 2  | 11 | 5  | 6    |
| Jamaica  | 0   | 3  | 0  | 0  | 3  | 0  | 23 | -23  |

|  | Clasificado para las semifinales. |

| 22 de octubre de 2023 | México                                                                                        | 7:0 (3:0) | Jamaica | Estadio Elías Figueroa, Valparaíso |                          |
| 13:00                 | Sánchez 14', 75' · Nieto 35' · Palacios 42' · Ordóñez 58' · Cervantes 70' · Corral 85' (pen.) | Reporte   |         | Árbitra: Paula Fernández           | Árbitra: Paula Fernández |

| 22 de octubre de 2023 | Chile      | 1:0 (1:0) | Paraguay | Estadio Elías Figueroa, Valparaíso |                             |
| 18:00                 | Zamora 24' | Reporte   |          | Árbitra: Helena De Siqueira        | Árbitra: Helena De Siqueira |

| 25 de octubre de 2023 | Paraguay | 10:0 (4:0) | Jamaica | Estadio Sausalito, Viña del Mar |                         |
| 15:00                 | Alonso 6' · J. Martínez 16', 46', 53' · Fernández 22' · Sandoval 24', 90' · Bogarín 52' · R. Martínez 81' · Bareiro 89' | Reporte    |         | Árbitra: Gisselle Giler         | Árbitra: Gisselle Giler |

| 25 de octubre de 2023 | Chile       | 1:3 (1:0) | México                                 | Estadio Sausalito, Viña del Mar |                           |
| 20:00                 | Pinilla 37' | Reporte   | Bernal 56' · Sánchez 74' · Ordónez 88' | Árbitra: Milagros Arruela       | Árbitra: Milagros Arruela |

| 28 de octubre de 2023 | México                                                | 4:1 (2:1) | Paraguay     | Estadio Sausalito, Viña del Mar |                           |
| 13:00                 | Camberos 37' · Ordóñez 41' · Sánchez 67' · Ovalle 70' | Reporte   | Fernández 9' | Árbitra: Priscila Vásquez       | Árbitra: Priscila Vásquez |

| 28 de octubre de 2023 | Chile                                                                        | 6:0 (2:0) | Jamaica | Estadio Elías Figueroa, Valparaíso |                          |
| 18:00                 | Jiménez 44' · López 45' · Caniguán 55' · Olave 68' · Urrutia 79' · Araya 83' | Reporte   |         | Árbitra: Paula Fernández           | Árbitra: Paula Fernández |

### Grupo B
| Equipo         | Pts | PJ | PG | PE | PP | GF | GC | Dif. |
| -------------- | --- | -- | -- | -- | -- | -- | -- | ---- |
| Estados Unidos | 9   | 3  | 3  | 0  | 0  | 13 | 1  | 12   |
| Argentina      | 4   | 3  | 1  | 1  | 1  | 3  | 4  | -1   |
| Costa Rica     | 2   | 3  | 0  | 2  | 1  | 1  | 3  | -2   |
| Bolivia        | 1   | 3  | 0  | 1  | 2  | 0  | 9  | -9   |

|  | Clasificado para las semifinales. |

| 22 de octubre de 2023 | Estados Unidos                                           | 6:0 (4:0) | Bolivia | Estadio Sausalito, Viña del Mar |                          |
| 15:00                 | McDonald 4', 22', 68' · Villarreal 19', 58' · Adames 33' | Reporte   |         | Árbitra: Stefani Escobar        | Árbitra: Stefani Escobar |

| 22 de octubre de 2023 | Costa Rica | 0:0     | Argentina | Estadio Sausalito, Viña del Mar |                           |
| 20:00                 |            | Reporte |           | Árbitra: Priscila Vásquez       | Árbitra: Priscila Vásquez |

| 25 de octubre de 2023 | Estados Unidos                        | 3:1 (1:1) | Costa Rica  | Estadio Elías Figueroa, Valparaíso |                             |
| 13:00                 | Collins 10' · Hutton 72' · Adames 76' |           | Fonseca 34' | Árbitra: María Belén Lupera        | Árbitra: María Belén Lupera |

| 25 de octubre de 2023 | Bolivia | 0:3 (0:1) | Argentina                            | Estadio Elías Figueroa, Valparaíso |                        |
| 18:00                 |         | Reporte   | Cometti 11' · Stábile 48' · Cruz 90' | Árbitra: Gabriela Arce             | Árbitra: Gabriela Arce |

| 28 de octubre de 2023 | Estados Unidos                                          | 4:0 (2:0) | Argentina | Estadio Elías Figueroa, Valparaíso |                           |
| 13:00                 | Bodak 15' · Kohler 20' · Villarreal 50' · Restovich 54' | Reporte   |           | Árbitra: Andreza Siqueira          | Árbitra: Andreza Siqueira |

| 28 de octubre de 2023 | Bolivia | 0:0     | Costa Rica | Estadio Sausalito, Viña del Mar |                          |
| 18:00                 |         | Reporte |            | Árbitra: Stefani Escobar        | Árbitra: Stefani Escobar |

## Fase de colocación (5.°al8.°puesto)
|  | Séptimo puesto            |   |
|  |                           |   |
|  | 31 de octubre, Valparaíso |   |
|  |                           |   |
|  | Jamaica                   | 1 |
|  | Jamaica                   | 1 |
|  | Bolivia                   | 2 |
|  | Bolivia                   | 2 |

|  | Quinto puesto               |   |
|  |                             |   |
|  | 31 de octubre, Viña del Mar |   |
|  |                             |   |
|  | Paraguay                    | 3 |
|  | Paraguay                    | 3 |
|  | Costa Rica                  | 1 |
|  | Costa Rica                  | 1 |

### Séptimo y octavo puesto
| 31 de octubre de 2023 | Jamaica     | 1:2 (0:1) | Bolivia                    | Estadio Elías Figueroa, Valparaíso |                        |
| 12:00                 | Bonnick 48' | Reporte   | Alurralde 24' · Méndez 67' | Árbitra: Gabriela Arce             | Árbitra: Gabriela Arce |

### Quinto y sexto puesto
| 31 de octubre de 2023 | Paraguay                             | 3:1 (3:1) | Costa Rica     | Estadio Sausalito, Viña del Mar |                             |
| 14:00                 | Fernández 24', 31' · J. Martínez 26' | Reporte   | Valenciano 20' | Árbitra: María Belén Lupera     | Árbitra: María Belén Lupera |

## Fase final
|  | Semifinales                 | Semifinales                 |   |                            | Final                      | Final |  |
|  |                             |                             |   |                            |                            |       |  |
|  |                             |                             |   |                            |                            |       |  |
|  | 31 de octubre, Valparaíso   |                             |   |                            |                            |       |  |
|  | México                      | 2                           |   |                            |                            |       |  |
|  | Argentina                   | 0                           |   |                            |                            |       |  |
|  |                             |                             |   |                            |                            |       |  |
|  |                             |                             |   |                            | 3 de noviembre, Valparaíso |       |  |
|  |                             |                             |   |                            | México                     | 1     |  |
|  |                             | Chile                       | 0 |                            |                            |       |  |
|  |                             |                             |   |                            |                            |       |  |
|  |                             |                             |   |                            |                            |       |  |
|  |                             |                             |   |                            | Tercer lugar               |       |  |
|  | 31 de octubre, Viña del Mar | 31 de octubre, Viña del Mar |   | 3 de noviembre, Valparaíso | 3 de noviembre, Valparaíso |       |  |
|  | Estados Unidos              | 1                           |   | Argentina                  | 0                          |       |  |
|  | Chile                       | 2                           |   |                            | Estados Unidos             | 2     |  |

### Semifinales
| 31 de octubre de 2023 | México          | 2:0 (1:0) | Argentina | Estadio Elías Figueroa, Valparaíso |                          |
| 17:00                 | Ovalle 32', 89' | Reporte   |           | Árbitra: Paula Fernández           | Árbitra: Paula Fernández |

| 31 de octubre de 2023 | Estados Unidos | 1:2 (0:2) | Chile                       | Estadio Sausalito, Viña del Mar |                           |
| 20:00                 | Adames 52'     | Reporte   | Araya 37' · Aedo 45' (pen.) | Árbitra: Andreza Siqueira       | Árbitra: Andreza Siqueira |

### Partido por la medalla de bronce
| 3 de noviembre de 2023 | Argentina | 0:2 (0:2) | Estados Unidos              | Estadio Elías Figueroa, Valparaíso |                          |
| 13:00                  |           | Reporte   | Villarreal 30' · Hutton 37' | Árbitra: Stefani Escobar           | Árbitra: Stefani Escobar |

### Partido por la medalla de oro
| 3 de noviembre de 2023 | México     | 1:0 (1:0) | Chile | Estadio Elías Figueroa, Valparaíso |                           |
| 20:00                  | Bernal 29' | Reporte   |       | Árbitra: Milagros Arruela          | Árbitra: Milagros Arruela |

|                            |
| Bandera de México          |
| Campeón México 1.er título |

## Estadísticas

### Clasificación general
| Pos. | Equipo         |
| ---- | -------------- |
|      | México         |
|      | Chile          |
|      | Estados Unidos |
| 4    | Argentina      |
| 5    | Paraguay       |
| 6    | Costa Rica     |
| 7    | Bolivia        |
| 8    | Jamaica        |

### Tabla de ubicaciones
| Pos. | Equipos        | Pts. | PJ | PG | PE | PP | GF | GC | Dif | Rend. |
| ---- | -------------- | ---- | -- | -- | -- | -- | -- | -- | --- | ----- |
| 1    | México         | 15   | 5  | 5  | 0  | 0  | 17 | 2  | 15  | 100%  |
| 2    | Estados Unidos | 12   | 5  | 4  | 0  | 1  | 16 | 3  | 13  | 80%   |
| 3    | Chile          | 9    | 5  | 3  | 0  | 2  | 10 | 5  | 5   | 60%   |
| 4    | Paraguay       | 6    | 4  | 2  | 0  | 2  | 14 | 6  | 8   | 50%   |
| 5    | Argentina      | 4    | 5  | 1  | 1  | 3  | 3  | 8  | -5  | 26.6% |
| 6    | Bolivia        | 4    | 4  | 1  | 1  | 2  | 2  | 10 | -8  | 33.3% |
| 7    | Costa Rica     | 2    | 4  | 0  | 2  | 2  | 2  | 6  | -4  | 16.6% |
| 8    | Jamaica        | 0    | 4  | 0  | 0  | 4  | 1  | 25 | -24 | 0%    |

### Goleadoras
4 goles
- María Sánchez
- Rebeca Fernández
- Jessica Martínez
- Amalia Villarreal

3 goles
- Ava McDonald
- Emeri Adames
- Diana Ordóñez
- Lizbeth Ovalle

2 goles
- Celsa Sandoval
- Karen Araya
- Claire Hutton
- Rebeca Bernal

1 gol
- Karla Nieto
- Kiana Palacios
- Alicia Cervantes
- Charlyn Corral
- Scarlett Camberos
- Daniela Zamora
- Fernanda Pinilla
- Yastin Jiménez
- Yessenia López
- Franchesca Caniguán
- Isidora Olave
- María José Urrutia
- Yanara Aedo
- Lorena Alonso
- Dahiana Bogarín
- Ramona Martínez
- Daysy Bareiro
- Katie Collins
- Kendall Bodak
- Charlotte Kohler
- Grace Restovich
- Tanisha Fonseca
- Emilie Valenciano
- Aldana Cometti
- Eliana Stábile
- Julieta Cruz
- Sheyenne Bonnick
- Samantha Alurralde
- Carla Méndez